# لي كورسو
لي كورسو (بالإنجليزية: Lee Corso)‏ هو لاعب كرة قاعدة أمريكي، ولد في 7 أغسطس 1935.

## وصلات خارجية
- لي كورسو على موقع قاعة فلوريدا للمشاهير الرياضية (الإنجليزية)
- لي كورسو على موقع IMDb (الإنجليزية)
- لي كورسو على موقع قاعدة بيانات الفيلم (الإنجليزية)